# 요릿 베르흐스마
요릿 베르흐스마(네덜란드어: Jorrit Bergsma, 1986년 2월 1일~)는 네덜란드의 스피드스케이팅 선수이다. 장거리 전문 선수로, 2012년/2013년 시즌 월드컵 5000m/10,000m에서 종합 우승한데 이어, 세계 종목별 선수권 대회에서 오랫동안 10000m 종목에서 우승해오던 스벤 크라머르를 꺾고 금메달을 획득했다. 2014년 동계 올림픽 5000m에서 스벤 크라머르와 얀 블록하위선에 이어 동메달, 10000m에서는 금메달을 땄다.